# Rio 2 - Missione Amazzonia
Rio 2 - Missione Amazzonia (Rio 2) è un film d'animazione del 2014 diretto da Carlos Saldanha, sequel della pellicola del 2011 Rio. 
Il cast di doppiatori vede il ritorno di Jesse Eisenberg, Anne Hathaway, Leslie Mann, Jemaine Clement, George Lopez, Jamie Foxx, will.i.am, Rodrigo Santoro, Jake T. Austin e Tracy Morgan che tornano a ridoppiare i personaggi a cui avevano già prestato la loro voce nel primo film, e l'arrivo di nuovi voci come Andy García, Bruno Mars, Rita Moreno e Kristin Chenoweth. Nel 2020, dopo l'acquisto della Fox da parte della Disney, il film è stato reso disponibile su Disney+.

## Trama
Blu, Gioiel e i loro tre pulcini Carla, Bia e Tiago vivono in armonia a Rio de Janeiro. Linda, l'ex proprietaria di Blu, e suo marito, l'ornitologo Tullio, sono in spedizione nella Foresta Amazzonica ma dopo essere stati trascinati fuori strada dalle rapide di un fiume i due si imbattono in quello che pensano sia un'ara di Spix. Dopo aver sentito la notizia in TV, Gioiel stanca della vita urbana di Rio, con la scusa di aiutare Linda e Tullio a trovare la colonia, decide che i suoi figli devono imparare a vivere come i veri uccelli. La famiglia lascia Rio per raggiungere l'Amazzonia, accompagnati dai loro vecchi amici Rafael, Nico e Pedro. Nel viaggio Blu porta con sé un marsupio pieno di oggetti umani tra cui un GPS che gli fornirà la strada per l'Amazzonia.
Nel frattempo, il leader di una squadra di taglialegna illegali, detto "Boss", ordina ai suoi operai di trovare e far sparire Tullio e Linda, in quanto i due vorrebbero proteggere l'area e la loro opera di disboscamento sarebbe quindi ostacolata. Anche Blu è in pericolo in quanto, mentre è in volo sopra un piccolo porto, viene visto da Miguel, il cacatua che aveva dato la caccia a Blu e Gioiel nel primo film. Sopravvissuto all'incidente aereo, ha perso la capacità di volare ed ora si esibisce come indovino/truffatore. Quando vede Blu e Gioiel volare sopra la sua testa decide di vendicarsi aiutato da due suoi nuovi scagnozzi: Gabi, una rana freccia, e Charlie, un tamandua muto. Per arrivare a destinazione, Blu e la sua famiglia decidono di passare la notte su una barca, dove si trovano anche Miguel, Gabi e Charlie. A mezzanotte Miguel tenta di uccidere Blu nel sonno, ma il piano viene rovinato da Charlie e Blu non sospetta di niente. Una volta arrivati in Amazzonia, il gruppo di uccelli riesce a trovare lo stormo di ara di Spix. Gioiel ritrova suo padre Eduardo, il burbero capo della colonia di ara in cui si trovava Gioiel.
Durante la ricerca dei pappagalli, Tullio e Linda vengono catturati dai taglialegna. Nel frattempo Blu fa del suo meglio per integrarsi al meglio nello stormo, i cui componenti non permettono l'uso di oggetti umani in generale. Per aiutarlo ad ambientarsi Eduardo insegna alcune tecniche di sopravvivenza a Blu. Miguel intanto è arrivato nei pressi dello stormo e progetta di uccidere Blu in seguito. Per non farsi scoprire si presenta al provino di Rafael, Nico, Pedro e Carla con il nome di Bob. Per riconquistare Gioiel, che si sta nuovamente rinselvatichendo, Blu decide di portarle una noce del Brasile, ma nel farlo entra nel territorio degli ara macao, nemici degli ara blu per il cibo, comandati dall'ostile Felipe. Blu, quindi, provoca una guerra tra le due specie per il cibo, dopo aver accidentalmente colpito Felipe con un ramo. La guerra si rivela essere una partita di calcio aerea: le ara blu perdono dopo che Blu fa un autogol, provocando l'irritazione di Eduardo.
Blu va al campo dove alloggiavano Linda e Tullio per lasciare lì la sua roba umana ma scopre che è stato invaso dai taglialegna. Trova poi la radio rotta, e viene scoperto da Roberto, un altro membro della colonia degli ara di spix, che lo accusa di essere un traditore; nonostante ciò lo stesso Blu salva, appunto, Roberto da una scavatrice dei taglialegna e lo manda ad avvisare lo stormo del loro arrivo, mentre lui riesce a salvare Linda e Tulio. Tornato allo stormo, Blu convince le are a combattere per difendere la giungla, ed insieme alle are macao e agli altri animali della giungla riescono a mettere in fuga i taglialegna. Tuttavia il Boss tenta di far saltare la foresta con la dinamite, ma Blu riesce ad impossessarsi della dinamite accesa, volando sopra gli alberi per farla scoppiare senza danni. Blu e Miguel rimangono illesi ma sono bloccati a testa in giù da alcune liane.
Nel tentativo di aiutare Miguel, Gabi lo colpisce per sbaglio con degli aculei d'istrice avvelenati col proprio veleno: il cacatua, dopo un discorso shakespeariano, cade in uno stato di morte apparente. Gabi, affranta, tenta di suicidarsi col suo stesso veleno, così entrambi risultano essere morti. Comunque, Bia afferma che Gabi non è velenosa. Scoperto ciò, Gabi ora può finalmente stare con Miguel senza ucciderlo e lo trascina con sé nella giungla contro la sua volontà. Il Boss intanto finisce con l'essere ingoiato da una grossa anaconda. 
Con lo stormo sotto la protezione di Linda e Tullio, Blu e Gioiel decidono di vivere in Amazzonia con i loro piccoli e i loro amici. Ciò nonostante decidono di passare l'estate a Rio. Nel frattempo, con suo disappunto e per la gioia di Gabi, Miguel viene riportato a Rio da Tullio insieme a Gabi. Grazie alla spatola rosa Kipo, Luiz arriva appena in tempo per festeggiare il carnevale nella giungla e Charlie si diverte alla festa degli uccelli dopo aver tradito Miguel (a causa dei maltrattamenti che Miguel gli ha inflitto).

## Personaggi
- Blu: è un'ara di Spix gentile e divertente. Abituato a vivere nel lusso degli umani, per amore di Gioiel decide di partire per l'Amazzonia, dove però verrà schernito per essere un animale domestico anche se alla fine riuscirà a farsi accettare nello stormo.
- Gioiel (Jewel nella versione originale): un'affascinante femmina di ara di Spix, è la moglie di Blu. Convince Blu ad andare in Amazzonia, per far vivere ai loro pulcini una vita da veri uccelli. In Amazzonia ritrova suo padre Eduardo e il suo amico d'infanzia Roberto.
- Carla: è la maggiore dei gemelli, amante della musica.
- Bia: è la media dei gemelli, è uguale a sua madre ed è intelligente come il padre.
- Tiago: è il minore dei gemelli, è un combina guai e ama il pericolo.
- Linda Gunderson: è l'ex padrona di Blu ora sposata con Tullio. Cercherà di impedire a tutti i costi che la foresta Amazzonica venga disboscata dai taglialegna.
- Tullio Monteiro: è un simpatico ornitologo, marito di Linda.
- Fernando: è il figlio adottivo di Linda e Tullio. In questo film ha 16 anni a differenza del primo.
- Rafael: è un tucano toco saggio, amico di Blu che lo accompagnerà nel viaggio in Amazzonia. Arrivato nella giungla insieme a Pedro, Nico e Carla, farà delle audizioni per gli animali della giungla per il Carnevale di Rio.
- Eva: è la moglie di Rafael, isterica e stonata.
- Nico: è un canarino amico di Blu che lo accompagnerà nel viaggio in Amazzonia. Indossa un tappo a corona verde come cappello, che però gli verrà sequestrato da Eduardo, per essere di fabbricazione umana, tuttavia glielo restituirà a fine film. È il migliore amico di Pedro.
- Pedro: è un cardinale ciuffo rosso amante del rap, migliore amico di Nico. Anche lui aiuterà Blu nel viaggio in Amazzonia.
- Luiz: è un bulldog amante del carnevale di Rio amico di Blu. Ricomparirà alla fine del film dopo aver viaggiato con Kipo.
- Eduardo: è un'imponente ara di Spix, padre di Gioiel e capo dello stormo di are. È molto severo e autoritario tanto da sottoporre Blu a un addestramento militare, tuttavia è anche buono e generoso. In un primo momento ha un forte astio verso gli umani che disboscano la foresta, ma dopo essere stato salvato da Tullio cambierà idea.
- Roberto: è un'affascinante ara, amico di infanzia di Gioiel. È sicuro di sé e ha molta ammirazione per Eduardo. È molto amato dal suo stormo, cui è molto legato e come tutti i componenti di esso ha un profondo astio per gli esseri umani. Tuttavia quando incontra un essere umano impazzisce.
- Mimi: è la sorella di Eduardo e la zia zitella di Gioiel. Accoglie a braccia aperte Blu e la sua famiglia al loro arrivo in Amazzonia ed è l'unica che riesce a tenere testa a Eduardo.
- Big Boss: antagonista terziario del film è un industriale avido e spietato. Vuole abbattere la foresta Amazzonica e tenterà di far sparire Tullio e Linda per non farsi scoprire. Alla fine viene ingoiato da un anaconda. Ha un tamarino imperatore domestico che come lui ama i lecca-lecca e si dimostra più sveglio di tutti i suoi scagnozzi, poiché riesce perfino a batterne uno a dama.
- Miguel: antagonista principale anche di questo film, è un crudele cacatua. In questo film ha meno influenza che nel precedente. Dopo essere sopravvissuto all'incidente aereo del primo film, non è più in grado di volare e a causa di un altro padrone egli svolge senza entusiasmo il compito di "uccello del mistero", ma dopo aver visto Blu volare davanti a lui lo riconosce e parte alla sua ricerca per potersi vendicare.
- Gabi: è un rana freccia alleata di Miguel, e antagonista secondaria del film. Ben presto si intuisce che è pazzamente innamorata di quest'ultimo.
- Charlie: è un Tamandua settentrionale, muto con una bombetta e un papillon che faceva da attrazione turistica. Oltre ad essere uno degli scagnozzi di Miguel gli fa anche da mezzo di trasporto e schiavo. Dopo aver tradito Miguel prende parte alla festa in Amazzonia.
- Felipe: il rissoso e ostile capo degli ara macao, che sono i rivali degli ara di Spix. Sembra avere una rivalità con Roberto ma alla fine riescono a riappianarla, dopo aver dato il suo grande contributo nella sconfitta dei taglialegna del Boss.

## Promozione
Il primo teaser trailer del film è stato distribuito online dalla 20th Century Fox il 15 maggio 2013, a cui seguì il successivo 17 luglio anche il secondo teaser trailer. Il successivo 2 ottobre venne inoltre distribuito il primo full trailer. Verso fine mese viene distribuita la versione italiana del trailer. Il secondo full trailer viene pubblicato il 12 dicembre e il giorno successivo viene inserito nel canale ufficiale del film su YouTube.

## Distribuzione
Il film è stato distribuito nei cinema statunitensi, anche in versione 3D, a partire dall'11 aprile 2014, mentre in Italia a partire dal successivo 17 aprile.

### Versione italiana
La direzione del doppiaggio e i dialoghi italiani sono a cura di Marco Guadagno per conto della 3CYCLE S.r.l. La sonorizzazione, invece, venne affidata alla CDC Sefit Group. I testi italiani delle canzoni e la direzione musicale sono stati affidati a Ermavilo, Lorena Brancucci e Virginia Tatoli.

## Accoglienza

### Incassi
Il film ha incassato 498, 8 milioni di dollari a livello internazionale diventando un buon successo commerciale.

### Critica
Nonostante abbia ricevuto recensioni miste da parte della critica cinematografica, il film è stato accolto positivamente dal pubblico che ne ha elogiato la storia, l'umorismo, i personaggi, la sottotrama di Miguel (il cui personaggio, a detta di molti, è stato migliorato rispetto al primo film), il personaggio di Gabi, la colonna sonora, le scene d'azione e l'animazione, con molti che lo definiscono persino meglio del primo film.
Sul sito di recensioni Rotten Tomatoes riporta un punteggio di approvazione del 50% basato su 113 recensioni, con una valutazione media del 5,43/10, mentre su Metacritic il film riporta un punteggio del 50% basato su 34 recensioni, indicando "recensioni medie o miste".

### Riconoscimenti
- 2015 – Kids' Choice Awards[7]
  - Candidatura per il film d'animazione preferito

## Sequel
Nel 2017, Carlos Saldanha ha detto che un terzo film di Rio è nei suoi prossimi progetti e che stanno cercando una trama ideale prima di mettersi a svilupparlo.
Nel gennaio 2022, la Disney conferma ufficialmente che un terzo film è in fase di sviluppo presso 20th Century Animation e sarà scritto da Jim Hect, già sceneggiatore de L'era glaciale 2 - Il disgelo (2006).

## Spin-off
Nel 2019, dopo l'acquisto della 20th Century Fox da parte della Walt Disney Pictures, è stato annunciato che la Fox sta sviluppando un film spin-off su Nico e Pedro.